# 州泰
州泰（？—261年），表字不詳，荊州南陽郡人。三國時曹魏將領。

## 生平
《三國志》寫他「好立功業，善用兵」。州泰當荊州刺史裴潛的從事時，裴潛多次派州泰與司馬懿會面，由此被司馬懿認識。後來被司馬懿辟命，即使州泰父母及祖父都相繼死去，要守九年之喪，但司馬懿都仍然懸空位置等他。後擢升為新城郡太守。
嘉平三年（250年），跟王基、王昶等參與伐吳戰事。後司馬師掌權，州泰與王基、鄧艾、石苞皆“典州郡”。
甘露二年（257年），諸葛誕叛變（諸葛誕之亂），東吳派軍支援，州泰時任兗州刺史，與奮武將軍監青州諸軍事石苞等一起防御東吳，州泰與吳將朱異戰於陽淵，大破對手，後任豫州刺史。最終官至征虜將軍假節，鎮襄陽都督江南諸軍事，時魏甘露四年（259年）。景元二年（261年）逝世，追贈衛將軍，謚壯侯。
虞預評價司馬懿用“王基、鄧艾、州泰、賈越之徒。皆起自寒門而著績于朝。”

## 延伸阅读
[在维基数据编辑]
 《三國志/卷28》，出自陳壽《三國志》